# Epsilon Cassiopeiae
ε Cassiopeiae (Epsilon Cassiopeiae) ist ein Stern mit einer scheinbaren Helligkeit von 3,4 mag. Er gehört der Spektralklasse B3 an und seine Entfernung beträgt ca. 460 Lichtjahre (Hipparcos Datenbank).
Er trägt den historischen Eigennamen Segin.